# トリオ★ザ★ポンチョス
トリオ★ザ★ポンチョスとは、青森放送のラジオ番組「うっちゃん・みかちゃんの県南おもしろ事件簿」から生まれたユニット。
うっちゃん（内山千早）、みかちゃん（中島美華）、まこっちゃん（桜田マコト）の3人で構成されている。
「公開放送で音楽を取り入れよう!」という番組スタッフとの話し合いから、十和田市在住のミュージシャンの桜田マコト（まこっちゃん）に参加してもらい音楽活動を始めたのがきっかけ。
3人それぞれの個性を生かし「懐かしの名曲を楽しもう!」をコンセプトに様々なところで活動を展開している。
八戸市の名産品であるせんべい汁応援ソング『好きだDear（でぃあ～）!せんべい汁』を歌う。
2006年には、『好きだDear（でぃあ～）!八戸せんべい汁』とタイトル変更して、テイチクエンタテインメント系レーベル「TAKUMI NOTE」よりメジャーデビューした。
2008年1月には、アルバム「応援歌」を発売した。
また、B−1グランプリのテーマソングも歌っている。　　

## メンバー
- うっちゃん（内山千早）
青森県青森市出身。テレビ・ラジオ・司会など多彩に活動。
「スーパーギャング深夜同盟」（終了）レギュラー。
- みかちゃん（中島美華）
北海道札幌市出身、青森県八戸市育ち。
「サタデー夢ラジオ」リポーター・「@なまてれ」で活躍。
- まこっちゃん（桜田マコト）
青森県十和田市出身・在住。同市内にて楽器店兼スタジオ・サウンドファクトリーDUOを経営（自身のレーベルでもある）。
2005年よりRABにて冠ラジオ番組「桜田マコト 風のうた、音の旅」メインパーソナリティー。
2014年4月、下の名を平仮名（まこと）から片仮名（マコト）に変更。
韓国のアイドルグループCLOSE YOUR EYESのメンバーであるサクラダケンシンは息子。

## CM出演
- JA-SS（JA全農あおもり）